# Eskapada
Eskapada (ang. Angel) – amerykański melodramat z 1937 roku w reżyserii Ernsta Lubitscha.

## O filmie
Eskapadę wyreżyserował i wyprodukował Ernst Lubitsch, a główne role zagrali w niej Marlene Dietrich, Herbert Marshall i Melvyn Douglas. Film jest melodramatem komediowym, opowiadającym historię trójkątu miłosnego pomiędzy Marią (Dietrich), jej mężem Frederickiem (Marshall) oraz Anthonym (Douglas), z którym Maria nawiązuje romans. Rola odgrywana przez Marlenę Dietrich, kobiety rozdartej emocjonalnie pomiędzy dwoma mężczyznami, była częstym motywem filmów tej niemieckiej aktorki w latach 30.
Film zdobył mieszane recenzje ze strony krytyków. Także współcześni historycy filmowi oceniają obraz niejednoznacznie.

## Obsada
- Marlene Dietrich jako Maria Barker
- Herbert Marshall jako Frederick Barker
- Melvyn Douglas jako Anthony Halton
- Edward Everett Horton jako Graham
- Herbert Mundin jako Greenwood
- Ernest Cossart jako Walton
- Laura Hope Crews jako księżna Anna Dmitrievna